# Korpivaara (kulle i Lappland)
Korpivaara är en kulle i Finland. Den ligger i Ranua i landskapet Lappland, i den norra delen av landet, 600 km norr om huvudstaden Helsingfors. Toppen på Korpivaara är 161 meter över havet.
Terrängen runt Korpivaara är platt.  Trakten runt Korpivaara är nära nog obefolkad, med mindre än två invånare per kvadratkilometer.